# Беюц (комуна)
Беюц (рум. Băiuț) — комуна у повіті Марамуреш в Румунії. До складу комуни входять такі села (дані про населення за 2002 рік):
- Беюц (1729 осіб) — адміністративний центр комуни
- Пояна-Ботізій (265 осіб)
- Стримбу-Беюц (705 осіб)

Комуна розташована на відстані 388 км на північний захід від Бухареста, 31 км на схід від Бая-Маре, 97 км на північ від Клуж-Напоки.

## Населення
За даними перепису населення 2002 року у комуні проживали 2699 осіб.
Національний склад населення комуни:
| Національність | Кількість осіб | Відсоток |
| -------------- | -------------- | -------- |
| румуни         | 1620           | 60,0%    |
| угорці         | 1066           | 39,5%    |
| німці          | 9              | 0,3%     |
| українці       | 2              | 0,1%     |
| цигани         | 1              | < 0,1%   |
| євреї          | 1              | < 0,1%   |

Рідною мовою назвали:
| Мова       | Кількість осіб | Відсоток |
| ---------- | -------------- | -------- |
| румунська  | 1657           | 61,4%    |
| угорська   | 1036           | 38,4%    |
| німецька   | 5              | 0,2%     |
| українська | 1              | < 0,1%   |

Склад населення комуни за віросповіданням:
| Релігія        | Кількість осіб | Відсоток |
| -------------- | -------------- | -------- |
| православні    | 1548           | 57,4%    |
| римо-католики  | 1031           | 38,2%    |
| реформати      | 57             | 2,1%     |
| греко-католики | 47             | 1,7%     |
| п'ятдесятники  | 9              | 0,3%     |
| баптисти       | 2              | 0,1%     |
| не релігійні   | 2              | 0,1%     |
| унітарії       | 1              | < 0,1%   |
| юдеї           | 1              | < 0,1%   |